# Teplá fronta

Schematické znázornění teplé fronty: relativně teplejší vzduch (červeně)

Teplá fronta je rozhraní mezi dvěma vzduchovými hmotami, které se liší teplotou a vlhkostí, přičemž fronta se přemísťuje na stranu relativně chladnější vzduchové hmoty.
Relativně teplejší vzduchová hmota se nasouvá na studenou, dochází k jejímu vyklouzávání a tvorbě oblaků. Podle teorie přenosových pásů může za vznik oblačnosti z velké části hlavně teplý přenosový pás. Pro pozorovatele je přechod teplé fronty spojen s postupným pozorováním oblaků druhu cirrus a cirrostratus, z nichž srážky až k zemi nevypadávají, později pozoruje oblaky druhu altostratus, stratus a nimbostratus, v této fázi se již zpravidla vyskytují atmosférické srážky, většinou mírnější intenzity, avšak delšího trvání. Srážky obvykle vypadávají před frontální čarou. Při přechodu teplé fronty atmosférický tlak vzduchu pozvolna poklesne, teplota vzduchu mírně stoupne. 
V počátečním stádiu vývoje cyklóny a tvorby teplé fronty mohou být výstupné proudy natolik silné, že dochází ke vzniku oblaků druhu cumulonimbus. S tím mohou být spojeny i intenzivnější srážky.
V létě se teplé fronty nad pevninami obyčejně podstatně liší od typického schématu a systém oblaků druhu altostratus – nimbostratus není velmi rozvinutý.
Pro Česko je teplá fronta typická pro chladnější pololetí, kdy je pevnina chladnější než oceán a když teplý oceánský vzduch pronikne na pevninu, jedná se o teplou frontu. Pro letní měsíce je v Česku mnohem častější výskyt studené fronty.